# Between the Devil and the Deep Blue Sea
Pour les articles homonymes, voir Between the Devil and the Deep Blue Sea (album) et Li.
Pour plus de détails, voir Fiche technique et Distribution.
Between the Devil and the Deep Blue Sea, également connu sous le titre Li, est un film franco-belge réalisé par Marion Hänsel, sorti en 1995. Il a été diffusé à la télévision française avec pour titre Li et sous-titré Entre le diable et la grande bleue.
Le film  a été présenté en sélection officielle au Festival de Cannes 1995.

## Synopsis
Relate l'histoire d'une amitié entre un adulte et une enfant à Hong Kong.

## Fiche technique
- Réalisation : Marion Hänsel
- Scénario et Dialogues : Nikos Kavvadias, Louis Grospierre, Marion Hänsel
- Images : Bernard Lutic
- Décors : Thierry Leproust
- Musique : Wim Mertens
- Montage : Susana Rossberg
- Lieu de tournage : Bruxelles, Hong Kong
- Production : BRTN Fictie, Flanders Film Fund, Fonds Eurimages du Conseil de l'Europe, Loterie Nationale de Belgique, Man's Films, Mark Forstater Productions Ltd, Ministère de la Communauté Française de Belgique, Ministère de la Culture, RTBF, Studiocanal, Tchin Tchin Productions
- Pays :  France,  Belgique,  Royaume-Uni
- Langue : anglais, néerlandais
- Durée : 92 minutes
- Dates de sortie : 
  -  France : mai 1995 (Festival de Cannes) / 21 janvier 1996 (sortie nationale)

## Distribution
- Stephen Rea : Nikos
- Ling Chu : Li
- Adrian Brine : le capitaine
- Maka Kotto : le marin africain
- Mischa Aznavour : le jeune marin
- Koon-Lan Law : la maman de Li
- Jane Birkin : l'ex-amie de Nikos (voix)